# 堤正義

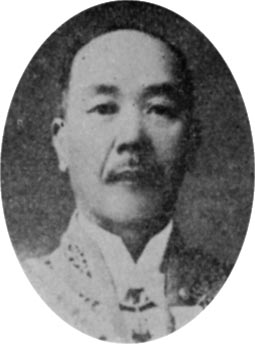
堤正義

堤 正義（つつみ まさよし、1874年〈明治7年〉7月24日 - 1943年〈昭和18年〉11月14日）は、日本の機械工学者。旧名は賀茂佐久間。

## 経歴
静岡県出身。海軍省官吏の賀茂水穂の二男として生まれ、大審院部長判事の堤正巳の妻・堤豊の養子となった。第一高等学校を経て、1897年（明治30年）、東京帝国大学工科大学機械科を卒業した。逓信省に入り、船舶司検所司検官補、同司検官、逓信技師、海事官、神戸海務署長、海事局技師、航路標識管理所技師、逓信管理局技師、高等海員審判所審査官、管理局船舶課長などを歴任。その間、1900年（明治33年）にイギリスに留学し、1915年（大正4年）に工学博士の学位を得た。1925年（大正14年）、大阪高等工業学校校長に就任し、1929年（昭和4年）に大阪工業大学 (旧制)に昇格した後も引き続き学長を務めた。1933年（昭和8年）、退官。

## 栄典
位階
- 1931年（昭和6年）1月16日 - 従三位[4]

勲章等
- 1920年（大正9年）11月1日 - 勲二等瑞宝章[5]
- 1940年（昭和15年）8月15日 - 紀元二千六百年祝典記念章[6]

## 親族
- 実父：賀茂水穂
  - 兄：賀茂厳雄[1] - 海軍中将。湯浅蓄電池製造役員。岳父に萬里小路通房。娘婿に藤井英一（藤井真信の兄）など。[7]
  - 妹：静江 - 伊藤乙次郎の妻
- 養父：堤正巳（1891年没） - 大津事件裁判の大審院部長判事[8]
- 岳父：加太邦憲[1] - 貴族院議員。
- 二男：久原正安 - 衆議院議員久原房之助の婿養子[3]。
- 長女：花子 - 女子学院出身、岡見清致三男・弟三の妻[9]